# Honda CB 1300
La Honda CB 1300 è una motocicletta prodotto dalla casa motociclistica giapponese Honda dal 1998.

## Descrizione
La CB 1300 è una naked della famiglia CB, dotata di un propulsore da 1284 cm³ a quattro cilindri con distribuzione bialbero a 16 valvole e alimentata da un sistema ad iniezione elettronica indiretta. 
Presentata nel 1998 come successore della Honda CB 1000 Super Four, il motore con piccole modifiche proveniva dalla Honda X4. Nel 2003 la moto è stata sottoposta ad un aggiornamento, che ha principalmente interessato il propulsore che ha subìto dei leggeri cambiamenti.
Nel 2005 viene introdotta una versione dotata di semicarenatura chiamata Super Bol D'Or (in Europa CB1300S).
Nel 2018, solo in Giappone, la moto ha ricevuto alcune modifiche al motore e al sistema di scarico portando la potenza a 109 CV. Nel 2021 viene modificato il comando dell'acceleratore con un sistema Throttle-by-Wire ovvero senza fili, vengono introdotte le modalità di guida e il cruise control.